# Вардовян, Акоп
Ако́п Вардовя́н (псевдоним — Гюллю Акоп (Güllü Agop); 18 августа 1830, Стамбул — февраль 1898) — армянский и турецкий режиссёр, антрепренёр, актёр, театральный деятель.  Основатель турецкого театра.

## Биография
Сценическую деятельность начал в 1861 в труппе «Аревелян татрон» («Восточный театр»), Стамбул.
После закрытия этой труппы в 1867 получил монопольное разрешение от правительства на организацию представлений на армянском и турецком языках драм, оперетт, комических опер.
Организовал в Константинополе труппу «Вардовян татерахумб» («Труппа Вардовяна») — 1869—1877. Здесь ставились пьесы Шекспира, Шиллера, Мольера, Гюго, Дюма, произведения армянских драматургов — С. Экимяна, М. Пешикташляна, П. Дуряна. Работали армянские актёры: М. Нвард, Е. и В. Гарагашян, Г. Рштуни, Д. Трян, А. Кантарджян. Вардовян сам принимал участие в спектаклях как актёр, играл роль Макбета.
Внёс значительный вклад в развитие турецкого профессионального театра. В 1867—1879 труппа, возглавляемая Вардовяном, выступала в здании театра «Гедик-пагиа» на турецком языке. Здесь ставились пьесы А. Мидхата, Н. Кемаля и других турецких авторов.